# Apache (Blueberry)
 For alternative betydninger, se Apache (flertydig). (Se også artikler, som begynder med Apache)
Apache er en tegneseriehistorie, som er en del af Blueberry-serien. Historien regnes som bind 0 i serien og starter otte måneder efter den amerikanske borgerkrig (1861-65) og slutter i begyndelsen af år 1866.
Apache er tegnet og skrevet af Jean Giraud i 2007.
Historien blev første gang udgivet i Danmark i 2009 af forlaget Cobolt.

## Handling
Apache begynder otte måneder efter den amerikanske borgerkrig (1861-1865), hvor hovedpersonen Blueberry skal rejse fra diligencestationen Junta Jonction til Fort Mescalero, hvor han skal være en del af kavaleriet. Blueberry rejser sammen med pastor Younger, miss Caroline og Fowley i en diligence. Ved siden af diligencen rider løjtnant Driscoll og fire andre ryttere. Nogle apacheindianere overvåger dem det meste af dagen. Efter et stykke tid slår de lejr neden for Red dog mesa og overnatter. Dagen efter bliver de jagtet af apachesoldater på hest, og de tvinger dem end i en blindgyde, hvor der er en afspærring og omgivelserne bestående af klipper. De prøver at komme forbi afspærringen, men imens bliver de slået ned. Et stykke tid efter vågner Blueberry op, og han opdager at de andre er fanget af indianerne. Blueberry sniger sig ind på apachernes leder (Geronimo) og overfalder ham oppe fra en højere liggende klippe. Det viser sig at blive en hård kamp, og Geronimo vinder. Derefter begynder Geronimo og en anden apacheindianer (Kahtalayeh) at skændes om, hvor vidt de skal dræbe Blueberry. Kahtalayeh kalder på en anden indianer, som begynder at lade sit gevær. Men lige inden han skyder imod Blueberry, så når en hjælpepatrulje at skyde først. Hjælpepatruljen er kommet for at redde Blueberry og hans tilfangetagne venner. Indianerne flygter, men en af hjælpepatruljens medlemmer Mickey Free når at fange Geronimo. Derefter tager de alle sammen hen til Fort Mescalero, hvor Geronimo og et par andre apacheindianere bliver smidt i fængsel. Imens lærer Blueberry om det børnehjem der ligger ved fortet og som tilhører pastor Younger. Børnehjemmet har til formål at opdrage indianere som kristne. Senere skal Blueberry ud og finde brænde sammen med kavaleriet. De skal mødes med manden Mcnab på en gård, men da de når frem bliver de overfaldet af indianere. De når at flygte fra indianerne, og de begiver sig hjem til Fort Mescalero. På vej tilbage finder de dræbte indianere i sneen, og det er hjælpepatruljen der ledes af Noonan som er skyld i massakren. Da Blueberry kommer tilbage, beslutter han at befri Geronimo og de andre indianer. Sammen med indianerne befrier Blueberry drengen Dust (Geronimos søn), som befinder sig på børnehjemmet. De kommer op at slås med pastor Younger, og da Geronimo rider væk fra børnehjemmet prøver Younger at skyde ham, men Youngers datter miss Caroline blokerer skudet, og hun bliver ramt. Men de redder Dust. Tre måneder senere står Blueberry foran miss Carolines gravsten. Han møder Fowley, og han siger at Noonan er blevet fanget efter opdagelsen af indianermassakren ved Huachucapasset. Til sidst drager Blueberry imod Fort Navajo, og historien slutter.